# Enver Hadžiabdić
Enver Hadžiabdić (Belgrád, 1945. november 6. –) bosnyák labdarúgó, edző.

## Pályafutása

### A válogatottban
1970 és 1974 között 11 alkalommal szerepelt a jugoszláv válogatottban. Részt vett az 1974-es világbajnokságon és az 1976-os Európa-bajnokságon.

## Sikerei, díjai

### Játékosként
Željezničar Sarajevo
- Jugoszláv bajnok (1): 1971–72

### Edzőként
Željezničar Sarajevo
- Bosznia-hercegovinai kupa (1): 1999–2000

KF Tirana
- Albán bajnok (1): 2002–03
- Albán szuperkupa (1): 2002